# Falciot cuablanc petit
El falciot cuablanc petit (Apus affinis) és una espècie d'ocell de la família dels apòdids (Apodidae) que se'l veu en camps oberts i ciutats, criant sobre penya-segats i edificis d'Àfrica nord-occidental i Subsahariana, Madagascar, Orient Pròxim, l'Iran, Afganistan, el Pakistan, Índia i Sri Lanka.